# Ґлен Мервін
Ґлен Мервін (англ. Glen Mervyn, 17 лютого 1937 — 18 березня 2000) — канадський академічний веслувальник.
Срібний призер Олімпійських Ігор 1960 року в складі вісімки.